# Corynoptera robustior
Corynoptera robustior är en tvåvingeart som beskrevs av Pekka Vilkamaa och Heikki Hippa 2006. Corynoptera robustior ingår i släktet Corynoptera och familjen sorgmyggor.
Artens utbredningsområde är Ontario. Inga underarter finns listade i Catalogue of Life.